# 스나정
스나정(砂町)은 도쿄부 미나미카쓰시카군에 존재했던 정이다.

## 역사
- 1889년 5월 1일 - 정촌제 시행에 수반해, 미나미카쓰시카군 스나촌이 성립하였다.
- 1921년 7월 1일 - 정으로 승격해 스나정이 되었다.
- 1932년 10월 1일 - 미나미카쓰시카군 전체가 도쿄시에 편입해, 스나정의 구역은 조토구가 되었다.
- 1947년 3월 15일 - 조토구가 후카가와구와 합병해 고토구가 되었다.

## 현재의 스나정
기타스나
상점가로 유명한 사나마치 긴자 상가가 있으며, 오나키가와 화물역 부지를 재개발하여 아리오 키타사나로 바뀌었다. 저층 주택가였으나 최근에는 중저층 아파트가 들어서기 시작했고, 오래된 주택을 철거하고 새로운 주택이 들어서고 있다. 모래마을하면 이 지역을 떠올리기 쉽다. 인구는 약 35,000명이다.
미나미스나
고토구 동부의 중심지(가메이도를 북부, 토요를 중앙으로 본다). 도쿄 지하철 도자이선 미나미사마치역, 토피렉 플라자(자스코, 라운드원 등 복합 대형 상업시설) 등이 있다. 최근에는 편의성과 도심 접근성 등을 이유로 대규모 고층 아파트도 다수 건설되고 있지만, 초등학교 문제 등으로 인해 사실상 아파트 건설이 규제되고 있다. 센다이 호리카와 공원 등 녹지도 많다. 인구는 약 40,000명이다.
히가시스나
미나미스나마치역 앞 재개발 등으로 시가지화되어 온 지역. 북부(이 경우 동부, 서부)가 시가지이고 서부는 메이지(구 메이지유업) 본사와 고층 빌딩이 있는 비즈니스 거리. 남부는 공업지대. 그리고 미나미사마치역 부근의 동부는 대규모 고층 아파트와 의료시설인 고령자 의료센터가 있는 재개발 지역으로, 2008년에는 미쓰비시 부동산의 대규모 복합상업시설인 미나미사마치 쇼핑센터 SUNAMO가 오픈했다. 이 상업시설로 인해 미나미사 지구는 같은 역세권에 두 개의 대규모 상업 복합시설이 오픈하게 되어 주목받는 지역이 되었다. 인구 약 5,000명이다.

## 산업
에도시대의 스나촌은 대규모 농업 생산지였고, 많은 독실한 농부들에 의해 채소 품종개량이 활발히 이루어져 스나촌의 이름을 딴 채소 품종이 많이 생산되었다. 주요한 것으로는 다음과 같은 품종이 있다.